# George Sanford
George Sanford (geboren 1943; gestorben 25. Februar 2021) war ein britischer Politikwissenschaftler.   

## Leben
George Sanford arbeitete ab 1966 als Lecturer an der University of Bristol, 1986 wurde er Senior Lecturer und 1999 Reader.
Sein Forschungsschwerpunkt war Polen. Sein Buch über das Massaker von Katyn wurde 2008 auch ins Italienische übersetzt.
Er starb am 25. Februar 2021 im Alter von 78 Jahren.

## Schriften (Auswahl)
- Polish Communism in Crisis, 1983
- Military Rule in Poland: The Rebuilding of Communist Power, 1981-1983, 1986
- The Solidarity Congress 1981: The Great Debate. Basingstoke : Macmillan, 1990
- Democratization in Poland, 1988–1990: Polish Voices, 1992
- mit Adriana Gozdecka-Sanford (Hrsg.): Historical Dictionary of Poland. Oxford : Clio Press, 1993
- (Hrsg.): Building Democracy?: The International Dimension of Democratisation in Eastern Europe. 1994
- Poland: The Conquest of History, 1999
- Democratic Government in Poland : Constitutional Politics Since 1989, 2002
- Overcoming the burden of history in Polish foreign policy, in: Journal of Communist Studies and Transition Politics, 2003, S. 178–203
- Katyn and the Soviet Massacre of 1940: Truth, Justice and Memory. Routledge, 2005 ISBN 978-1-134-30300-7
- The Katyn massacre and Polish-Soviet relations, 1941–43, in: Journal of Contemporary History, 2006, S. 95–111